# Phare des Pierres Noires

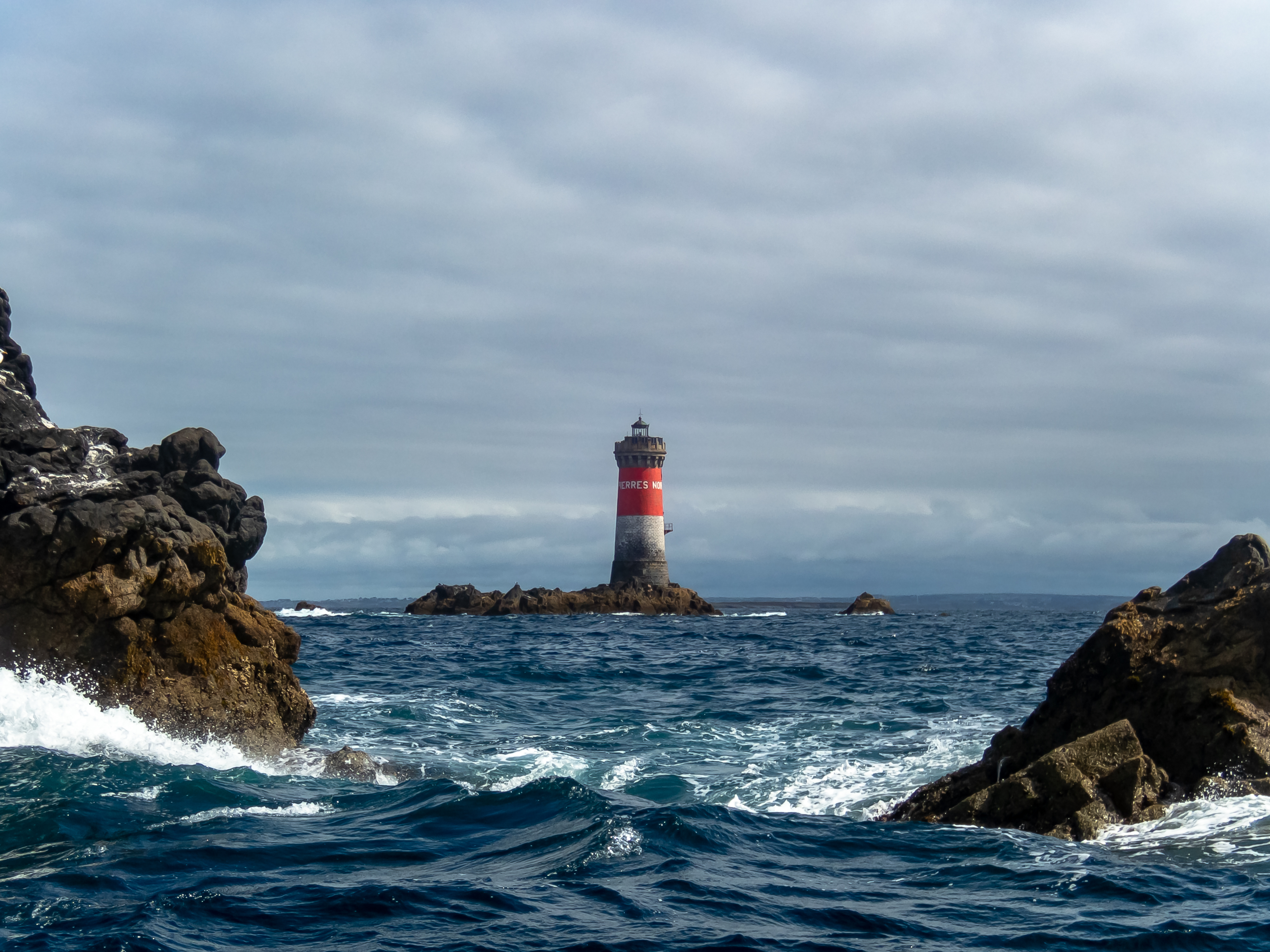
Le phare des Pierres Noires. Août 2021.

Le phare des Pierres Noires est un phare maritime du Finistère (France) construit de 1867 à 1871 et inauguré le 1er mai 1872. Situé au large de la pointe Saint-Mathieu il permet aux navires s'engageant dans le chenal du Four d'éviter de nuit et par temps de brume les écueils de la chaussée des Pierres Noires. Il est rattaché à la commune du Conquet et appartient à l'État français.
Il a été inscrit monument historique par arrêté du 31 décembre 2015. Sur proposition de la Commission nationale des monuments historiques, la ministre de la Culture et de la Communication a, le 20 avril 2017, classé au titre des monuments historiques le phare des Pierres Noires.

## Construction et mise en service
Le projet de construction du phare des Pierres Noires est approuvé le 2 juillet 1862 et l'approbation ministérielle de construction est signée le 3 mai 1865. Le projet est à l'époque estimé à 325 000 francs-or.

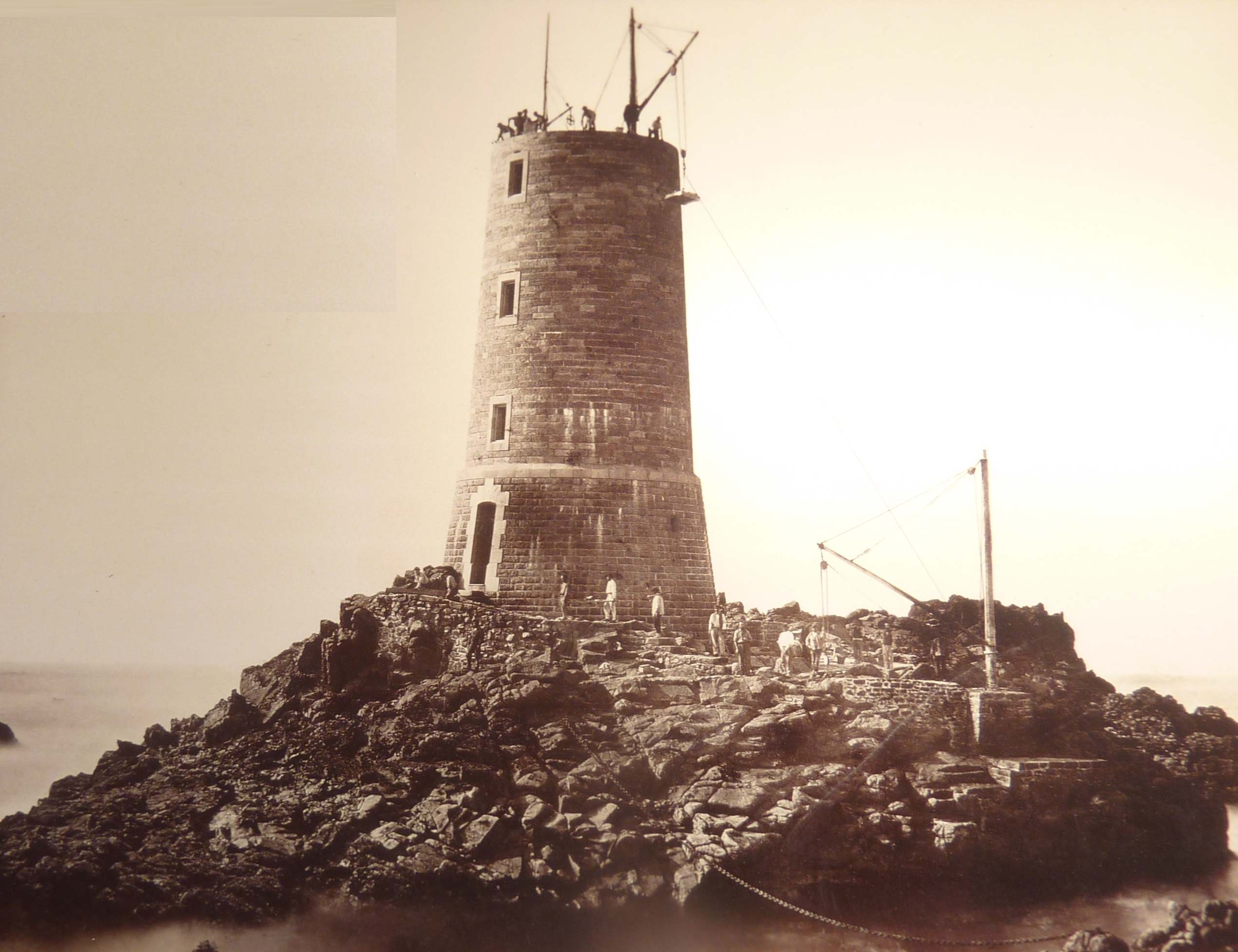
La construction du phare des Pierres Noires (1865).

La Gorgone fit naufrage sur le récif des Pierres Noires près de la pointe Saint-Mathieu le 18 décembre 1869 ; ses 93 hommes d'équipage furent noyés.

## Architecture et aménagement

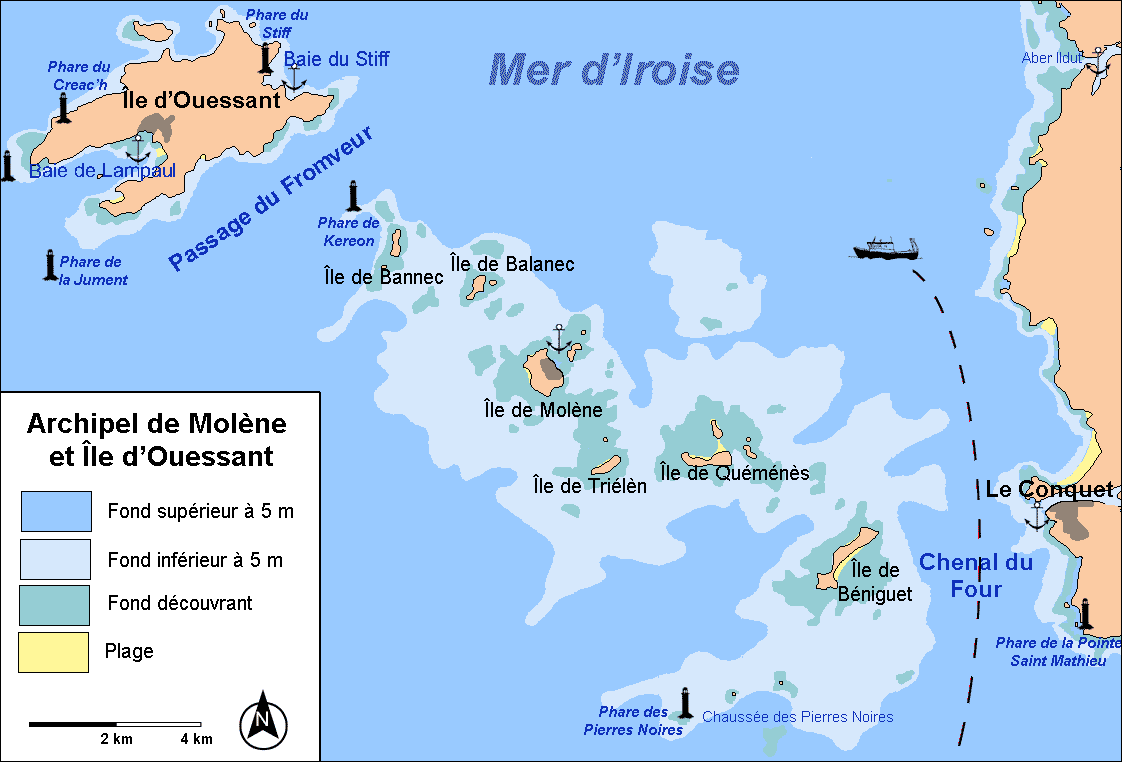
Le phare permet aux navires s'engageant dans le chenal du Four d'éviter les écueils de la chaussée des Pierres Noires.

La forme de la tour du phare des Pierres Noires est relativement innovante pour l'époque : elle est très légèrement tronconique, ce qui rend sa base très peu évasée. Lors de la construction, la tour était faite de pierres apparentes, et les soubassements étaient à gros grain. Le phare est constitué de deux types de pierres de nature et d'origine différentes : le granite de l'Aber-Ildut et le granite de Kersanton.
Enfin, la corniche était formée de plates-bandes, ce qui permettait le soutien d'une balustrade à dés.

## Histoire du signal
Le premier système d'éclairage de 1872 était composé d'un feu à éclats rouges toutes les 10 secondes de 3e ordre et d'une focale de 50 cm.
Différents combustibles ont été successivement utilisés pour alimenter le feu :
- 1872 : huile minérale ;
- 1903 : vapeur de pétrole ;
- 1984 : électrification : lampe halogène de 250 watts ;
- 2018 : LEDs d'une puissance totale 36 watts.

Le feu, qui est visible sur 360°, est caractérisé par un éclat rouge d'une périodicité de 5 secondes. Situé à une hauteur de 28 mètres, il est visible jusqu'à une distance de vingt milles nautiques. Une corne de brume (deux sons, 60 s) est actionnée par temps de brume.
Le phare est automatisé depuis 1992 et télécontrôlé par le phare du Créac'h à Ouessant. 

## Rénovation de la lanterne en 2017 et 2018
En 2017, la lanterne historique s'est fortement dégradée, du fait de sa situation et des conditions météorologiques du site. Son taux de panne est devenu particulièrement élevé, alors qu'il doit être inférieur à 0,03% compte tenu des risques encourus par les navires dans cette zone parsemée d'écueils. Le Service des phares et balises de Brest, a lancé un appel d'offres pour l'étude et la fabrication d'une nouvelle lanterne, pouvant avoir la même longévité que l'ancienne. C'est l'entreprise de métallerie d'art Crézé, serruriers métalliers ferronniers d'art depuis 1898, basée à Saint-Jacques-de-la-Lande, en Ille-et-Vilaine, qui a été chargée de la rénovation. L'entreprise Crézé, a obtenu en 2016, le label d'Entreprise du patrimoine vivant. La lanterne ayant été déposée par un hélicoptère, a été transportée dans les ateliers de l'entreprise, pour y être modélisée avec les technologies 3D. Certains éléments, tels que la frise périphérique et les têtes de lion, en bronze, ont été restaurés, pour y être réintégrés. La nouvelle lanterne a été réalisée pour la fin de l'année 2017.
Un nouveau feu équipé d'une puissance de 36 watts et utilisant des LEDs a remplacé l'ancien feu utilisant une lampe halogène de 250 watts dont la rotation était assurée grâce à une cuve de mercure, installée en 1903 et supprimée en 2018. Dans l'attente de l'installation de la nouvelle lanterne, un changement des lentilles du phare, a été effectué en mai 2017. La nouvelle lanterne a été mise en place en juillet 2018 et les travaux, dont le coût total s'élève à 0,4 million d'euros, ont été réceptionnés officiellement fin septembre de la même année,.